# Vila de Arcade (Nova Iorque)
Arcade é uma vila localizada no Estado americano de Nova Iorque, no Condado de Wyoming. A sua área é de 6,5 km² (dos quais 0 km² estão cobertos por água), sua população é de 2 026 habitantes, e sua densidade populacional é de 312,9 hab/km² (segundo o censo americano de 2000). A vila foi fundada em 1871, e incorporada no mesmo ano.